# جيوديس بارك
جيوديس بارك (بالإنجليزية: Geodis Park)‏ وعرف سابقا بإسم ملعب ناشفيل إس سي (بالإنجليزية: Nashville SC Stadium)‏ وملعب ناشفيل فايرغراوندز (بالإنجليزية: Nashville Fairgrounds Stadium)‏ هو ملعب يقع في تينيسي، الولايات المتحدة، ويتسع لنحو 30 ألف متفرج، تم إفتتاحه سنة 2022.